# U-93 (1940)
| U-93 | U-93 | U-93 |
| --- | --- | --- |
| | | |
| | | |
| Зображення підводного човна підтипу VIIC                                                                    | | |
| Верф | Friedrich Krupp Germaniawerft, Кіль                                                                                                  | Friedrich Krupp Germaniawerft, Кіль                                                                                                  |
| Під прапором                                                                                                | Третій Рейх | Третій Рейх |
| Спуск на воду                                                                                               | 8 червня 1940 року | 8 червня 1940 року |
| Виведений зі складу флоту                                                                                   | 15 січня 1942 року | 15 січня 1942 року |
| Сучасний статус                                                                                             | затоплений | затоплений |
| Бойовий досвід                                                                                              | Друга світова війна Битва за Атлантику                                                                                               | Друга світова війна Битва за Атлантику                                                                                               |
| Проєкт | | |
| Тип ПЧ | середній торпедний ДПЧ | середній торпедний ДПЧ |
| Вартість | 4 714 000 ℛℳ | 4 714 000 ℛℳ |
| Основні характеристики                                                                                      | | |
| Швидкість (надводна)                                                                                        | 17,7 вузла (32,8 км/год) | 17,7 вузла (32,8 км/год) |
| Швидкість (підводна)                                                                                        | 7,6 вузла (14,1 км/год) | 7,6 вузла (14,1 км/год) |
| Робоча глибина занурення                                                                                    | 230 м | 230 м |
| Гранична глибина занурення                                                                                  | 250—295 м | 250—295 м |
| Дальність плавання                                                                                          | 80 миль (150 км) на швидкості 4 вузли (в підводному положенні) 8500 миль (15 700 км) на швидкості 10 вузлів (у надводному положенні) | 80 миль (150 км) на швидкості 4 вузли (в підводному положенні) 8500 миль (15 700 км) на швидкості 10 вузлів (у надводному положенні) |
| Екіпаж | 44—52 особи | 44—52 особи |
| Розміри | | |
| Довжина найбільша (по КВЛ)                                                                                  | 67,1 м | 67,1 м |
| Ширина корпусу найб.                                                                                        | 6,2 м | 6,2 м |
| Висота | 9,6 м | 9,6 м |
| Середня осадка (по КВЛ)                                                                                     | 4,74 м | 4,74 м |
| Водотоннажність надводна                                                                                    | 769 т | 769 т |
| Силова установка                                                                                            | | |
| дизель-електрична; 2 дизельних двигуни MAN M 6 V 40/46, 2 електродвигуни Siemens-Schuckertwerke GU 343/38-8 | | |
| Гвинти | 2 | 2 |
| Потужність                                                                                                  | 2 × 2100—2310 к.с. (дизелі) 2 × 750 к.с. (електродвигуни)                                                                            | 2 × 2100—2310 к.с. (дизелі) 2 × 750 к.с. (електродвигуни)                                                                            |
| Озброєння                                                                                                   | | |
| Артилерія                                                                                                   | 1 × 88-мм палубна гармата SK C/35 | 1 × 88-мм палубна гармата SK C/35 |
| Торпедно- мінне озброєння                                                                                   | 4 носових і один кормовий ТА 14 торпед та 26 мін TMA                                                                                 | 4 носових і один кормовий ТА 14 торпед та 26 мін TMA                                                                                 |
| ППО | 1 × 37-мм зенітна гармата Flak M42 2 × 20-мм зенітні гармати FlaK 30                                                                 | 1 × 37-мм зенітна гармата Flak M42 2 × 20-мм зенітні гармати FlaK 30                                                                 |

U-93 — німецький підводний човен типу VIIC, часів Другої світової війни.
Замовлення на будівництво човна віддане 30 травня 1938 року. Човен закладений на верфі суднобудівної компанії «F. Krupp Germaniawerft AG» у місті Кіль 9 вересня 1939 року під заводським номером 598, спущений на воду 8 червня 1940 року, 30 липня 1940 року увійшов до складу 7-ї флотилії.
Човен зробив 7 бойових походів, у яких потопив 8 (загальна водотоннажність 43 392 брт) суден.
Потоплений 15 січня 1942 року в Північній Атлантиці північно-східніше Мадейри (36°40′ пн. ш. 15°52′ зх. д. / 36.667° пн. ш. 15.867° зх. д.) глибинними бомбами британського есмінця «Гесперус». 6 членів екіпажу загинули, 40 врятовані.

## Командири
- Капітан-лейтенант Клаус Корт (30 липня 1940 — 30 вересня 1941)
- Оберлейтенант-цур-зее Горст Ельфе (6 жовтня 1941 — 15 січня 1942)

## Потоплені та пошкоджені кораблі[3]
| Назва       | Тип            | Належність      | Дата           | Тоннаж (БРТ) | Вантаж                                   | Статус    | Місце                                                       |
| Hurunui     | вантажне судно | Велика Британія | 15 жовтня 1940 | 9 331        | Баласт                                   | потоплено | 58°58′ пн. ш. 09°54′ зх. д. / 58.967° пн. ш. 9.900° зх. д.  |
| Dokka       | вантажне судно | Норвегія        | 17 жовтня 1940 | 1 168        | Баласт                                   | потоплено | 60°46′ пн. ш. 16°30′ зх. д. / 60.767° пн. ш. 16.500° зх. д. |
| Uskbrige    | вантажне судно | Велика Британія | 17 жовтня 1940 | 2 715        | 4000 т антрациту                         | потоплено | 60°40′ пн. ш. 15°50′ зх. д. / 60.667° пн. ш. 15.833° зх. д. |
| King Robert | вантажне судно | Велика Британія | 29 січня 1941  | 5 886        | 7 942 т зерна                            | потоплено | 56°00′ пн. ш. 15°23′ зх. д. / 56.000° пн. ш. 15.383° зх. д. |
| W.B. Walker | танкер         | Велика Британія | 29 січня 1941  | 10 468       | 13 338 т авіаційного та моторного палива | потоплено | 56°00′ пн. ш. 15°23′ зх. д. / 56.000° пн. ш. 15.383° зх. д. |
| Aikaterini  | вантажне судно | Греція          | 29 січня 1941  | 4 929        | 7 844 т зерна                            | потоплено | 56°00′ пн. ш. 15°23′ зх. д. / 56.000° пн. ш. 15.383° зх. д. |
| Dione II    | вантажне судно | Велика Британія | 4 лютого 1941  | 2 660        | 2 650 т залізної руди                    | потоплено | 55°50′ пн. ш. 10°30′ зх. д. / 55.833° пн. ш. 10.500° зх. д. |
| Elusa       | вантажне судно | Нідерланди      | 21 травня 1941 | 6 235        | Бензин                                   | потоплено | 59°00′ пн. ш. 38°05′ зх. д. / 59.000° пн. ш. 38.083° зх. д. |